# Rózsa-regény
A Rózsa-regény (Le romain de la Rose) középkori francia költemény, amely két költő, Guillaume de Lorris és Jean de Meun (Jean Clopinel) munkája.

## Keletkezése
A költemény első részét Guillaume de Lorris írta 1237-ben, ez 4058 sorból áll. A második nagyobb, 17 500 soros egység később, 1277-ben készült, és Jean Meun a szerzője. Az első egység a szerelem művészetének allegorikus felsorolása, a második kalandregény. A költeményt a 14. században Geoffrey Chaucer fordította angolra, és olaszul is megjelent. Allegorikus alakjai a késő középkori irodalom visszatérő figurái lettek. Johan Huizinga A középkor alkonya című könyvében azt írta, hogy a Rózsa-regényben a szexuális indíték került a középpontba, „de jelképekbe és misztériumba burkolva, és a szentség álruhájában”.

## Cselekmény
A költemény kerete egy álom, helyszíne a szerelmesek kertje, ahova megérkezik a szerelmes ember. Célja a Rózsa által megszemélyesített leány meghódítása, vagyis a rózsa leszakítása. Hogy a rózsát leszakíthassa, Szerelem hűbérese lesz. Ezután bonyolult allegorikus rendszer bontakozik ki, amelyben olyan szereplők tűnnek fel, mint például Vidámság, Bőkezűség, Édes Gondolat, Szíves Fogadtatás, Veszély, Rágalom, Féltékenység és Gonosz Beszéd. Féltékenység elzárja Szíves Fogadtatást, mire az ifjú szerelmes hosszú monológba kezd. A költemény első része itt zárul, ugyanis a szerző, Lorris meghalt.
Az első és a második rész megírása között nagyjából negyven év telt el. Meun befejezte a monológot, de a rózsa meghódítás már csak ürügy, nem cél. A főhősnek, célja eléréséhez, meg kell hódítania a Rózsák Kastélyát, amiben az allegorikus alakok egy része támogatja, a többi hátráltatja. A szöveg számos kitérővel, elmélkedéssel és példabeszéddel viszi egyre közelebb céljához a szerelmest. A történet Szüzesség körül forog, akit halálra ítélnek, majd Géniusz és Vénusz felgyújtja a kastélyt. Szégyen és Félelem elmenekül, ezután a szerelmes eléri célját, leszakíthatja a rózsát, vagyis megszerzi szerelmét.

## Értékelése
A költemény két része, hangvételét, történetvezetését és szellemiségét tekintve élesen elválasztható. Lorris stílusa választékos, az udvari szerelemtant dolgozza fel, hangja gyöngéd. Dicséri az igazi szerelmet, megveti a kéjvágyókat. Meun szövege inkább lélektani és társadalmi elemzés, amely a kompozíció rovására megy. Míg Lorris naiv és idealista, Meun szkeptikus és cinikus, nem hisz a hűséges szerelemben és a női szeméremben.